# DDR-Meisterschaften im Feldfaustball 1986/87
Die DDR-Meisterschaften im Feldfaustball 1986/87 waren seit 1949 die 38. Austragung der Meisterschaften im Faustball auf dem Feld in der DDR in der Saison 1986/87.
Die Saison begann am 13. September 1986.

Die beiden Finalturniere der jeweils vier Oberliga-Erstplatzierten der Frauen und Männer fanden in der Jenaer Oberaue statt.

## Frauen
Abschlusstabelle der Hauptrunde:
| Platz | Mannschaft                 | Punkte | Siege | Remis | Niederlagen | Bälle   | Vorgabezähler |
| 1.    | Chemie Weißwasser (M)      | 26:2   | 13    | –     | 1           | 470:276 | 3             |
| 2.    | Lokomotive Schwerin II     | 22:6   | 11    | –     | 3           | 389:314 | 2             |
| 3.    | TSG Berlin-Oberschöneweide | 18:10  | 9     | –     | 5           | 345:336 | 1             |
| 4.    | SG Cossebaude              | 18:10  | 8     | –     | 6           | 350:330 | 0             |
| 5.    | Lokomotive Schwerin I      | 10:18  | 7     | –     | 7           | 377:375 | –             |
| 6.    | Empor Grabow               | 7:21   | 4     | –     | 10          | 351:432 | –             |
| 7.    | Rotation Berlin (N)        | 7:21   | 3     | –     | 11          | 316:381 | –             |
| 8.    | Traktor Seebergen          | 2:26   | 1     | –     | 13          | 241:395 | –             |

Auf-/Abstieg: Während Traktor Seebergen in die Liga absteigen musste, konnte sich Rotation Berlin in den Qualifikationsspielen gegen die Konkurrenz der Ligastaffelsieger behaupten.
Spiele der Finalrunde:
| Chemie Weißwasser          | – | Lokomotive Schwerin II     | 27:12         |
| TSG Berlin-Oberschöneweide | – | SG Cossebaude              | 27:18 (11:11) |
| Chemie Weißwasser          | – | SG Cossebaude              | 32:16         |
| TSG Berlin-Oberschöneweide | – | Lokomotive Schwerin II     | 17:25         |
| Chemie Weißwasser          | – | TSG Berlin-Oberschöneweide | 30:20 (13:10) |
| SG Cossebaude              | – | Lokomotive Schwerin II     | 21:34         |

Abschlusstabelle:
| Platz | Mannschaft                 | Punkte | Vorgabezähler | Gesamt | Bälle/Diff. |
| 1.    | Chemie Weißwasser          | 6:0    | 3             | 9:0    | 89:48 +41   |
| 2.    | Lokomotive Schwerin II     | 4:2    | 2             | 6:2    | 71:65 0+6   |
| 3.    | TSG Berlin-Oberschöneweide | 2:4    | 1             | 3:4    | 64:73 0−9   |
| 4.    | SG Cossebaude              | 0:6    | 0             | 0:6    | 55:93 −38   |

## Männer
Der erste Spieltag der Saison fand am 13. September 1986 in Zeitz und Berlin statt, der zweite am 27. September 1986 in Hirschfelde und Bachfeld.

Abschlusstabelle der Hauptrunde:
| Platz | Mannschaft                            | Punkte | Siege | Remis | Niederlagen | Bälle   | Vorgabezähler |
| 1.    | Lokomotive Dresden (M)                | 44:0   | 22    | –     | –           | 707:479 | 3             |
| 2.    | Lok „Erich Steinfurth“ Berlin I       | 36:8   | 18    | –     | 4           | 649:516 | 2             |
| 3.    | Traktor Bachfeld                      | 34:10  | 17    | –     | 5           | 691:503 | 1             |
| 4.    | Fortschritt Glauchau                  | 24:20  | 12    | –     | 10          | 634:580 | 0             |
| 5.    | Lok „Erich Steinfurth“ Berlin III (N) | 23:21  | 11    | 1     | 10          | 603:599 | –             |
| 6.    | Chemie Zeitz                          | 20:24  | 10    | –     | 12          | 584:589 | –             |
| 7.    | ISG Hirschfelde                       | 19:25  | 9     | 1     | 12          | 577:589 | –             |
| 8.    | Spielgemeinschaft Heidenau (N)        | 18:26  | 9     | –     | 13          | 549:590 | –             |
| 9.    | SG Waldkirchen                        | 17:27  | 8     | 1     | 13          | 564:636 | –             |
| 10.   | Lok „Erich Steinfurth“ Berlin II      | 12:32  | 6     | –     | 16          | 543:673 | –             |
| 11.   | Fortschritt Greiz-Gommla              | 9:35   | 4     | 1     | 17          | 526:678 | –             |
| 12.   | Fortschritt Walddorf (N)              | 8:36   | 4     | –     | 18          | 521:707 | –             |

Auf-/Abstieg: Die Mannschaften auf den letzten drei Plätzen stiegen in die DDR-Liga ab. Der Abstieg einer der Mannschaften von Lok „Erich Steinfurth“ Berlin war sicher, da nach dem Beschluss des Präsidiums des DFV der DDR vom 28. November 2018, ab der Saison 1987/88 keine dritte Mannschaften einer Sektion in der Oberliga spielen durften. Ab der folgenden Saison 1988/89 durfte nur noch eine Mannschaft pro Sektion an der Oberliga teilnehmen.
Aufsteiger waren die Sieger der drei Ligastaffeln: Empor Barby (Staffel I),  Aufbau St. Egidien (Staffel II) und die SG Bademeusel (Staffel III).
Spiele der Finalrunde:
| Lokomotive Dresden   | – | Fortschritt Glauchau            | 34:25 (16:13) |
| Traktor Bachfeld     | – | Lok „Erich Steinfurth“ Berlin I | 32:21         |
| Lokomotive Dresden   | – | Lok „Erich Steinfurth“ Berlin I | 25:28         |
| Traktor Bachfeld     | – | Fortschritt Glauchau            | 32:21         |
| Lokomotive Dresden   | – | Traktor Bachfeld                | 25:27 (14:12) |
| Fortschritt Glauchau | – | Lok „Erich Steinfurth“ Berlin I | 25:30         |

Abschlusstabelle:
| Platz | Mannschaft                      | Punkte | Vorgabezähler | Gesamt | Bälle/Diff. |
| 1.    | Traktor Bachfeld                | 6:0    | 1             | 7:0    | 91:67 +24   |
| 2.    | Lok „Erich Steinfurth“ Berlin I | 4:2    | 2             | 6:2    | 79:82 0−3   |
| 3.    | Lokomotive Dresden              | 2:4    | 3             | 5:4    | 84:80 0+4   |
| 4.    | Fortschritt Glauchau            | 0:6    | 0             | 0:6    | 71:96 −25   |

## Anmerkung
1. 1 2 3 4  Vorgabezähler: Gemäß ihrer Platzierung in der Hauptrunde erhielten die qualifizierten Mannschaften Punkte für die Endrunde. Der Erste erhielt dabei drei Punkte, der Zweitplatzierte zwei, der Dritte noch einen.